# Orchaise
Orchaise ist eine Ortschaft und eine Commune déléguée in der französischen Gemeinde Valencisse mit 917 Einwohnern (Stand: 1. Januar 2022) im Département Loir-et-Cher in der Region Centre-Val de Loire.
Die Gemeinde Orchaise wurde am 1. Januar 2016 mit Molineuf zur neuen Gemeinde Valencisse zusammengeschlossen.

## Geographie
Orchaise liegt etwa zehn Kilometer westlich von Blois am Cisse.

## Bevölkerungsentwicklung
| Jahr                       | 1962 | 1968 | 1975 | 1982 | 1990 | 1999 | 2006 | 2017 |
| Einwohner                  | 439  | 432  | 544  | 617  | 773  | 855  | 882  | 979  |
| Quellen: Cassini und INSEE |      |      |      |      |      |      |      |      |

## Sehenswürdigkeiten

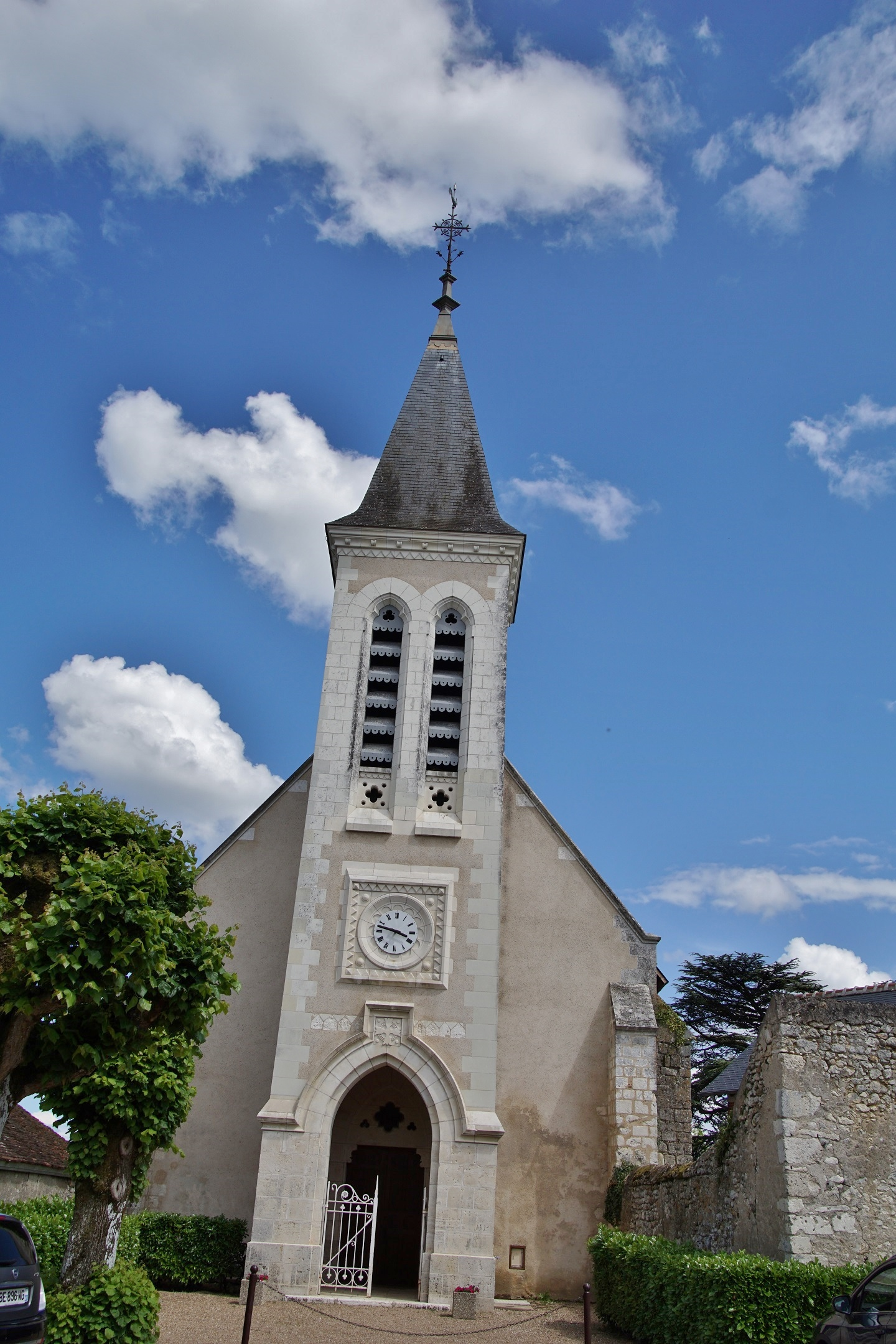
Kirche Saint-Barthélemy

- Kirche Saint-Barthélemy